# Trekzalf
Trekzalf is een zalf op basis van ammoniumbituminosulfonaat, ook wel ichthammol genoemd. De zalf wordt gebruikt bij onder meer ontstekingen van de huid.

## Samenstelling
Ichthammol is een product van natuurlijke oorsprong, verkregen door droge destillatie van zwavelrijke oliehoudende schalie. Trekzalf bevat 10% of 20% ichthammol en wordt ook wel zwarte zalf genoemd. De chemische samenstelling volgt uit elementaire analyse: {\displaystyle {\ce {C28H36S5O6(NH4)2}}}. Als een product van natuurlijke oorsprong is het echter een mengsel van veel verschillende verbindingen. Chemisch gezien is het een gesulfoneerde schalieolie. Deze bestaat in een bleke (PSSO) en een donkere (DSSO) versie. DSSO of ichthammol is een dikke, roodbruine vloeistof, met een bitumineuze geur en smaak (daarom werd deze zalf in de volksmond ook wel teerzalf genoemd). Deze is oplosbaar in water en mengbaar met glycerine, maar is bijna onoplosbaar in sterk geconcentreerde alcohol of ether. De zalf bevat een groot percentage organisch gebonden zwavel. Ichthammol is onverenigbaar met zuren, alkalicarbonaten of -hydraten en alkaloïdale zouten.

## Werking
De dermatologische actie werd ontdekt door de Duitse arts Paul Gerson Unna.
Farmacologisch heeft deze stof ontstekingsremmende, bactericide en fungicide eigenschappen. In de oorgeneeskunde wordt een mengsel van glycerine en ichthammol gebruikt voor behandeling van plaatselijke oorinfecties. Het is efficiënt tegen gram-positieve organismen. De ontstekingsremmende werking is te verklaren door zijn invloed op de vorming, secretie en werking van ontstekingsmediatoren.

## Veiligheid
Het Europees Geneesmiddelenagentschap publiceerde in juni 2005 een samenvattend verslag over ichthammol-stoffen (synoniem: bituminosulfonaten) in het kader van de Europese maximale residulimieten (MRL's) procedure in de diergeneeskunde. De commissie voor geneesmiddelen voor diergeneeskundig gebruik (CVMP) heeft besloten dat er vanwege de goede tolerantie en veiligheid geen reden is voor de vaststelling van een maximale residulimiet (MRL) voor ichthammol-stoffen. Als gevolg hiervan mogen ichthammol-stoffen zonder beperking worden toegepast bij de behandeling van voedselproducerende zoogdieren.